# Ryan Star
Ryan Star, nato Ryan Star Kulchinsky (Long Island, 7 gennaio 1978), è un cantautore e musicista statunitense.

## Biografia
Ryan Star è nato e cresciuto a Long Island. Aveva appena quattordici anni quando ha formato la sua prima band chiamata Stage. Oltre a Star, la band era composta da Petr Anselmo, Greg Meyer e Justin Parker. Dopo aver realizzato una serie di EP, nel 2003 pubblicano un omonimo album con etichetta Maverick Records. Quando i suoi membri frequentavano ancora la scuola secondaria, la band suonò al CBGB e al Mercury Lounge. Quando la band si separò Justin Parker diede inizio ad un progetto chiamato Cortez the Killer e Star divenne un cantautore solista con lo pseudonimo di R.Star.
Star è stato uno dei partecipanti del reality show televisivo della CBS, durante la sua seconda stagione, intitolato Rock Star. Si tratta di un talent show seriale nel quale la band Rock Star Supernova è alla ricerca di frontman per il loro supergruppo. Il produttore dello show e il batterista della band era Tommy Lee dei Mötley Crüe. Durante il programma, Ryan ha mostrato costantemente la particolarità del proprio stile, che va dal melodico al rock. Durante il suo turno nello show, è stato soprannominato Ryan "The Darkhorse" Star dal commentatore Dave Navarro.
Infine è stato eliminato dallo show. Sebbene nessuna motivazione precisa sia stata data dai Supernova, è possibile che sia stato a causa della mancanza di sovrapposizione tra lo stile di Star e il loro. Alcuni giorni dopo la sua eliminazione, Mark Burnett, il produttore dello show, organizzò a Ryan e l'house band la registrazione di un album live, per aiutare Ryan ad iniziare una propria carriera. Star ritornò nello show nell'undicesima settimana con l'aiuto dei suoi fan attraverso i voti SMS, per esibirsi in un bis della canzone Back of Your Car, ed è stato premiato con un'Honda CR-V.
Dopo lo show, Star ha ottenuto un fedele seguito e ha ricevuto numerosi consensi dalla critica musicale per la sua voce potente e emotiva. Sta attualmente lavorando per il suo primo album in studio dopo lo show intitolato 11:59, e che verrà pubblicato nel 2010. Uno dei brani, Last Train Home, è stato incluso nella colonna sonora del film del 2007, P.S. I Love You.
Il brano musicale Brand New Day realizzato da Star è la sigla musicale della serie televisiva statunitense Lie to Me.
L'Atlantic Records ha pubblicato il 16 giugno 2009 un EP di quattro canzoni che compariranno nel successivo album.
Il brano Right Now è stata utilizzata negli spot promozionali della serie televisiva della NBC The Philanthropist
Il brano We Might Fall dall'album Songs from the Eye of an Elephant è stato utilizzato nel montaggio della soap opera della ABC Una vita da vivere nel marzo del 2009.
Ryan è attualmente nei tour di apertura per i SafetySuit, i Collective Soul e David Cook a livello nazionale.

## Discografia

### Album
- Songs from the Eye of an Elephant (2005)
- Dark Horse - A Live Collection (2006)
- 11:59 (2010)

### EP
- Last Train Home EP (2009)

### Video musicali
- Last Train Home (2009)
- Right Now (2009)
- Breathe (2009)
- Start a Fire (2010)

### Colonne sonore
- P.S. I Love You - Last Train Home (2007)
- Lie to Me - Brand New Day (2009)
- WWE Survivor Series 2008 - This Could Be The Year (2009)